# Maître de la vue de Sainte-Gudule
Le Maître de la vue de Sainte-Gudule ou Maître à la vue de Sainte-Gudule ou plus simplement Maître de Sainte-Gudule est le nom de convention d'un peintre primitif flamand qui était actif à Bruxelles à la fin du XVe siècle.
Le nom de l'artiste est inconnu, et il est nommé ainsi d'après un tableau représentant une prédication l’évêque saint Géry, tableau nommé aussi l'Instruction pastorale et où figure à l'arrière-plan une vue de la Cathédrale Saints-Michel-et-Gudule de Bruxelles. L'une des tours de la cathédrale est encore inachevée, ce qui, avec les vêtements des personnages, permet de dater le tableau aux environs de 1470. Le tableau est conservé au Louvre. Le panneau fait partie d'un retable peut-être consacré à l'histoire de saint Géry, évêque de Cambrai qui évangélisa Bruxelles, dont d'autres éléments sont conservés à La Haye et Dublin. L'artiste, actif à Bruxelles dans le dernier tiers du XVe siècle, se caractérise par son goût des paysages urbains et des physionomies et mimiques expressives.

## Style des œuvres

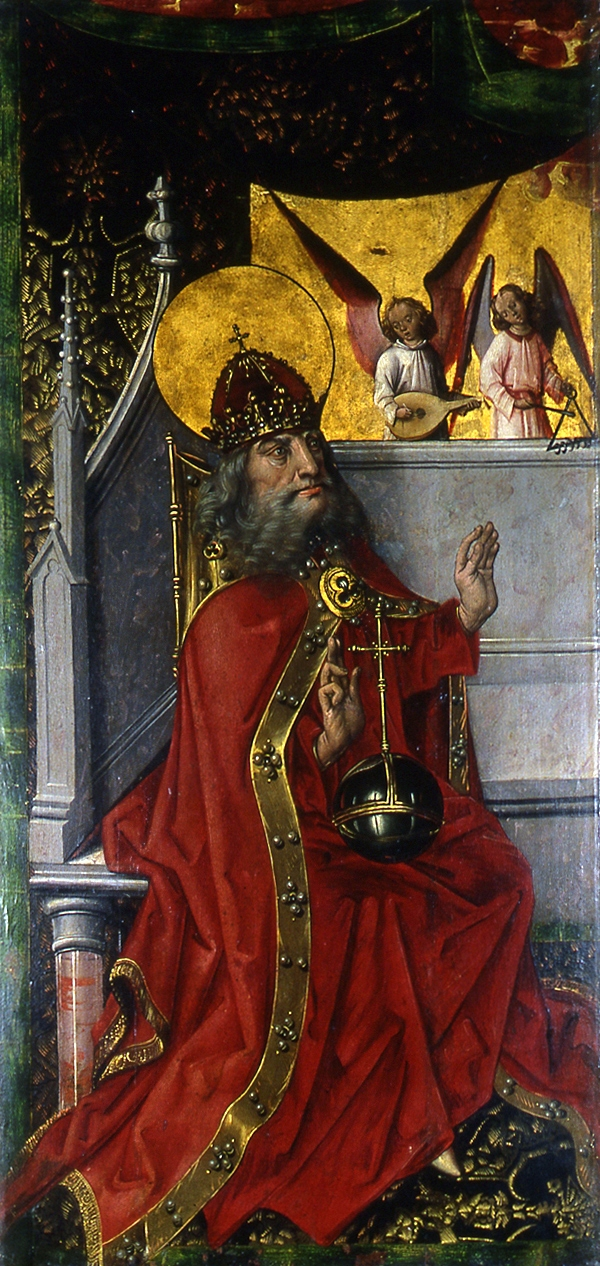
Dieu le Père, Bowes Museum.

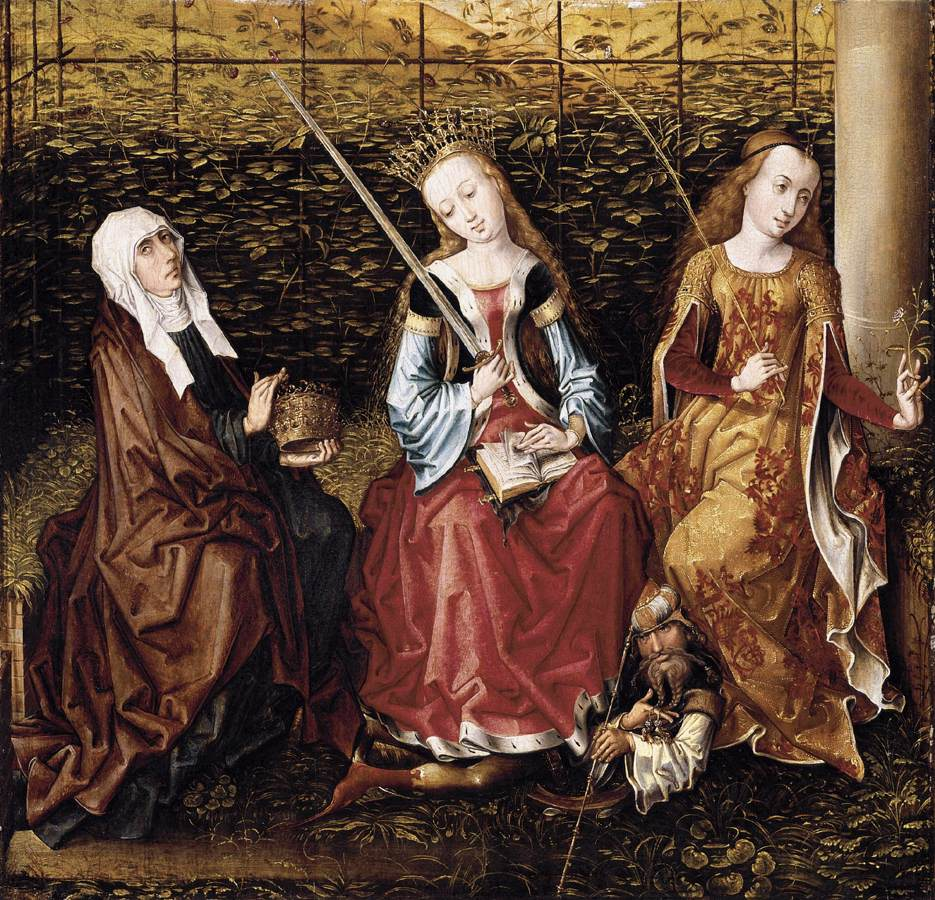
Sainte Catherine d'Alexandrie avec Élisabeth de Hongrie et Dorothée de Césarée (Collection particulière).

Les œuvres du maître de Sainte-Gudule illustrent la transition progressive de la peinture des Pays-Bas du style gothique vers la Renaissance. Dans la représentation des saints, l'iconographie reste encore dans la tradition de la période gothique. Contrairement à la Renaissance italienne, la précision dans l'anatomie des personnes et dans le respect des proportions empruntées à l'art grec ne sont pas primordiales. Mais le peintre observe son environnement avec plus d'attention et, à l'instar des représentants principaux de la période primitive flamande de son temps que sont Robert Campin, Jan van Eyck et Rogier van der Weyden, il rend la nature et l'architecture avec un soin exemplaire du détail.
De nombreux tableaux du maître de Sainte-Gudule contiennent, en arrière-plan, des édifices bruxellois. De telles représentations architecturales ou naturalistes se rencontrent également dans les arrière-plans de peintures comme l'Agneau mystique de Jan van Eyck, mais en comparant les personnages principaux, on observe que van Eyck semble déjà fortement influencé par la peinture italienne quant à l'anatomie et aux effets de lumière, alors que le maître de Sainte-Gudule - peut-être pour être plus proche du goût de ses commanditaires - ne peut ou ne veut pas faire usage de ces nouvelles techniques de peinture.
Le style du maître de Sainte-Gudule tend vers une forme expressionniste, avec un traitement des visages qui sont parfois excessifs, souvent grimaçants. Une attention particulière est donnée au mouvement des figures, avec leurs mains agitées, et leurs doigts longs et écartés. Parfois sujettes à des contorsions violentes, elles sont montrées dans des poses arrêtées et sans communication entre elles. Ces particularités confèrent aux compositions un dynamisme nouveau dans la peinture flamande, renforcé par la recherche d'une continuité entre les espaces intérieurs et extérieurs. Ce type de peinture est conforme à la tendance générale des maîtres brabançons de la fin du XVe siècle. Il est caractérisé par un vocabulaire incisif, sujet à un jeu formel de lignes, par la précision du détail, des touches graphiques nerveuses qui animent les surfaces, des effets de modelage qui renforcent l'expressivité et finalement des ombres fines dans un relief délicat qui accentuent les bords des vêtements et les contours des faces et de l'architecture. Le style extravagant du maître peut être distingué du style plus audacieux de ses contemporains dont les œuvres sont dominées par leurs prédécesseurs flamands, alors que le style expressionniste du maître a tendance à se rapprocher des travaux allemands. Ces aspects stylistiques sont particulièrement prononcés dans des panneaux comme Jésus devant Ponce Pilate.

## Nom de convention
Le nom de convention Maître de la vue de Sainte-Gudule a été donné par Friedländer, sur la base du tableau nommé l'Instruction pastorale, nom que Friedländer considère peu satisfaisant. Cette version longue du nom de convention est préférable à sa forme courte Maître de Sainte-Gudule (que Friedländer pourtant emploie aussi) qui pourrait faire croire que le peintre est originaire des environs de Sainte-Gudule
Le maître a peut-être coopéré avec le Maître de la Légende de sainte Barbe à la confection d'un autel illustrant la légende de saint Géry, puis que son panneau montre des analogies, dans son format et sa composition, avec deux panneaux illustrant cette légende et conservés respectivement au Mauritshuis de La Haye et à la National Gallery of Ireland de Dublin et qui sont, eux, attribué au Maître de la Légende de sainte Barbe.

## Œuvres (sélection)
Ses œuvres, que l'on reconnaît par leur style, sont assez nombreuses, et il en existe aussi qui, s'ils ne sont pas de lui, sortent de son atelier. Enfin, comme le montre le Portrait d'un homme avec un livre, le même thème, pourtant assez singulier, a fait l'objet de plusieurs panneaux. Celui de New York montre, en arrière-plan, une architecture plus raffinée ; sur celui de Londres, il y a un rebord devant le jeune homme avec un encrier, ce qui pourrait vouloir suggérer que le jeune homme a écrit le livre. Ce livre, en forme de cœur, est peut-être un livre de prières. L'identité du jeune homme est inconnu, mais il a peut-être un lien avec une confrérie vénérant saint Augustin dont le cœur surmonté d'une flamme est un symbole. Ces panneaux constituent peut-être la partie droite d'un diptyque.
C'est la même église Notre-Dame du Sablon de Bruxelles qui est représentée sur le tableau de Londres, sur la Libération des prisonniers du Musée de Cluny et sur le tableau Vêtir les nus de Madrid. Des Mariages de la Vierge se trouvent à Bruxelles, à Haarlem, à Utrecht.
Musée des arts décoratifs de Paris
- La Résurrection

Musée du Louvre, Paris
- Instruction pastorale vers 1470

Musée des beaux-arts de Dijon, Dijon
- Sainte Catherine et les Philosophes, huile sur bois, 36 x 30 cm[7]

Gray (Haute-Saône), musée Baron-Martin
- Sainte Hélène présentant la Vraie Croix, huile sur bois, dépôt du musée du Louvre

Metropolitan Museum of Art, New York ici
- Portrait d'un homme avec un livre, vers 1480, n° d'inventaire 50.145.27

National Gallery, Londres
- Portrait d'un homme avec un livre vers 1480

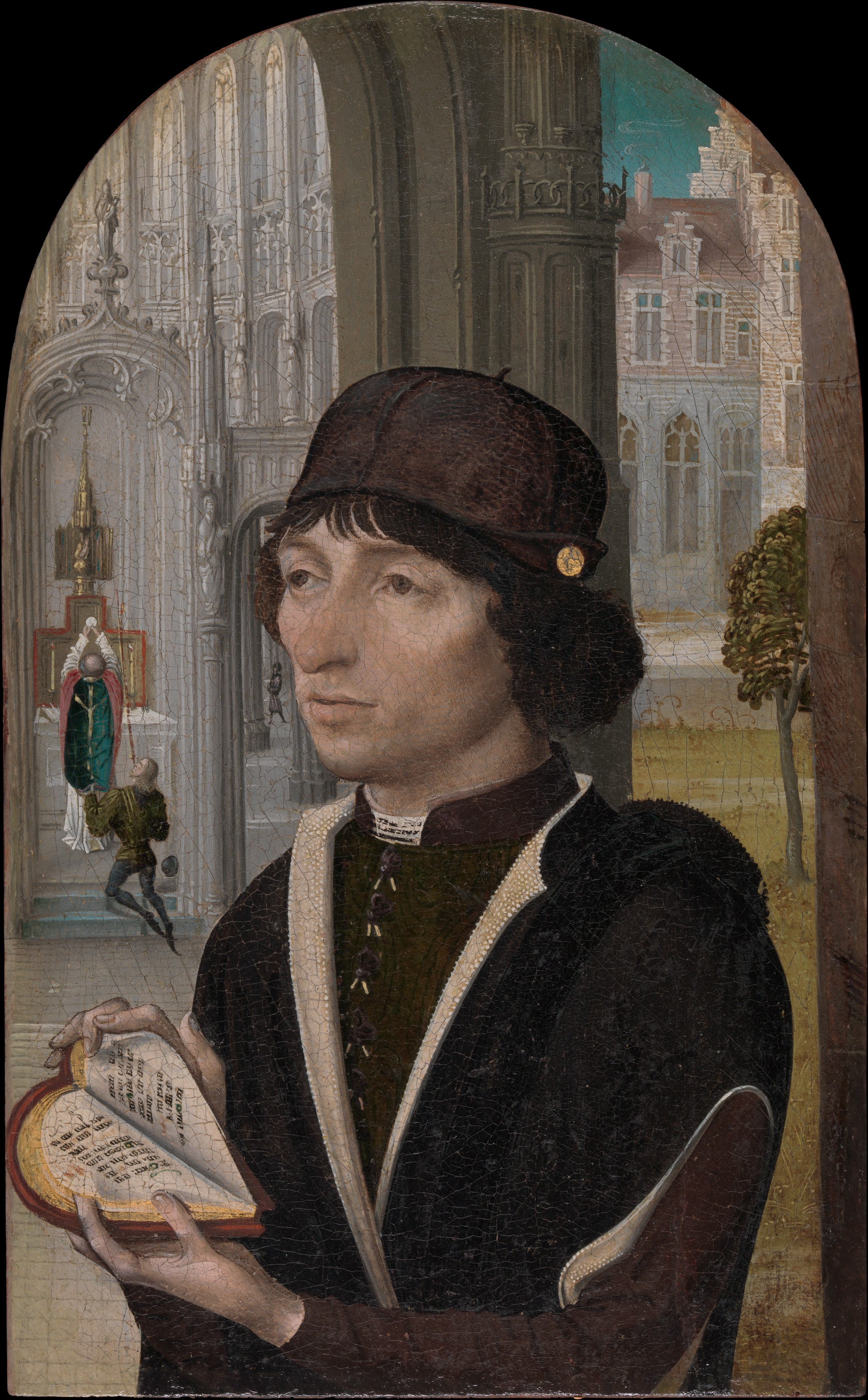
Portrait d'un jeune homme (New York)
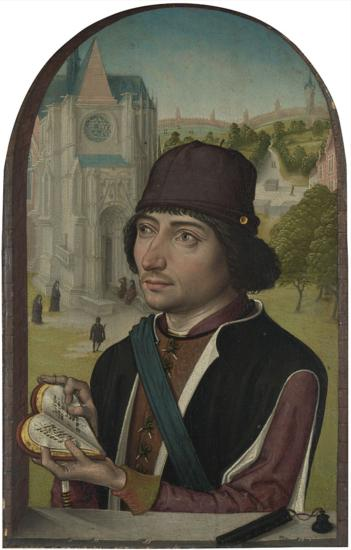
Portrait d'un jeune homme (Londres)

Bowes Museum, County Durham
Quatre panneaux de retables avec des scènes de la vie et de la passion de Jésus, et un tableau représentant Dieu le Père, vers 1470 :
- Adoration des Mages, n° d'inventaire B.M.1021
- Jesus dans le jardin de Gethsémané, n° d'inventaire B.M.1018
- Jesus devant Ponce Pilate, n° d'inventaire B.M.1019
- Résurrection de Jésus, n° d'inventaire B.M.1022

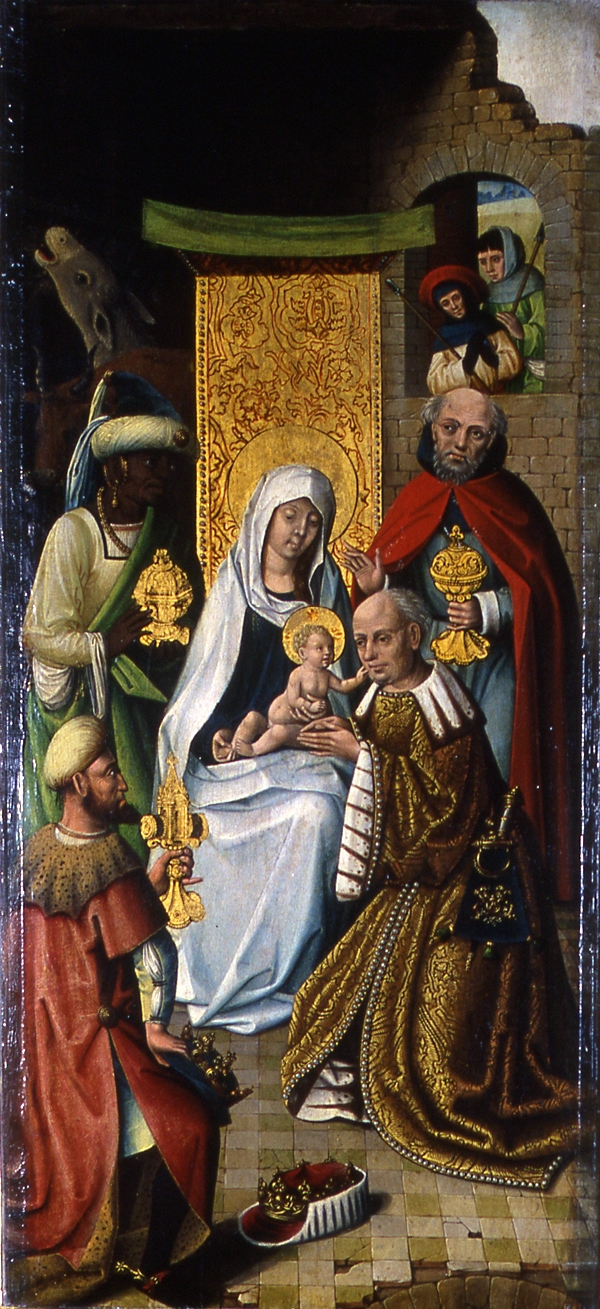
Adoration des Mages
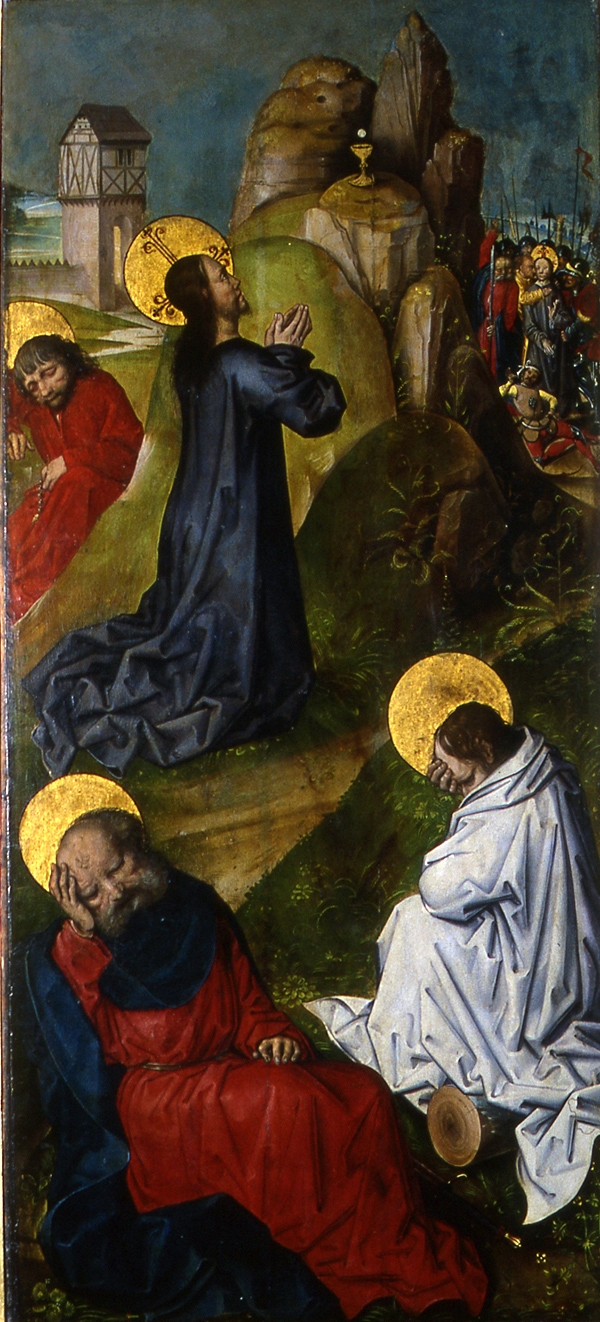
Jesus dans le jardin de Gethsémané
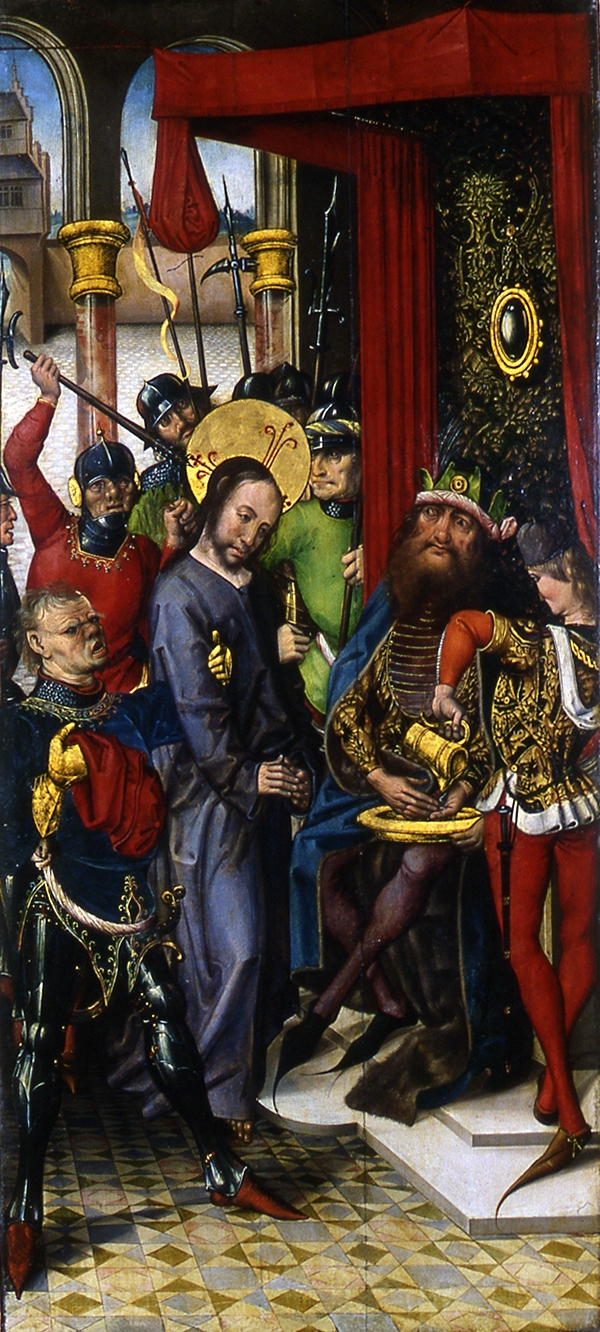
Jésus devant Ponce Pilate
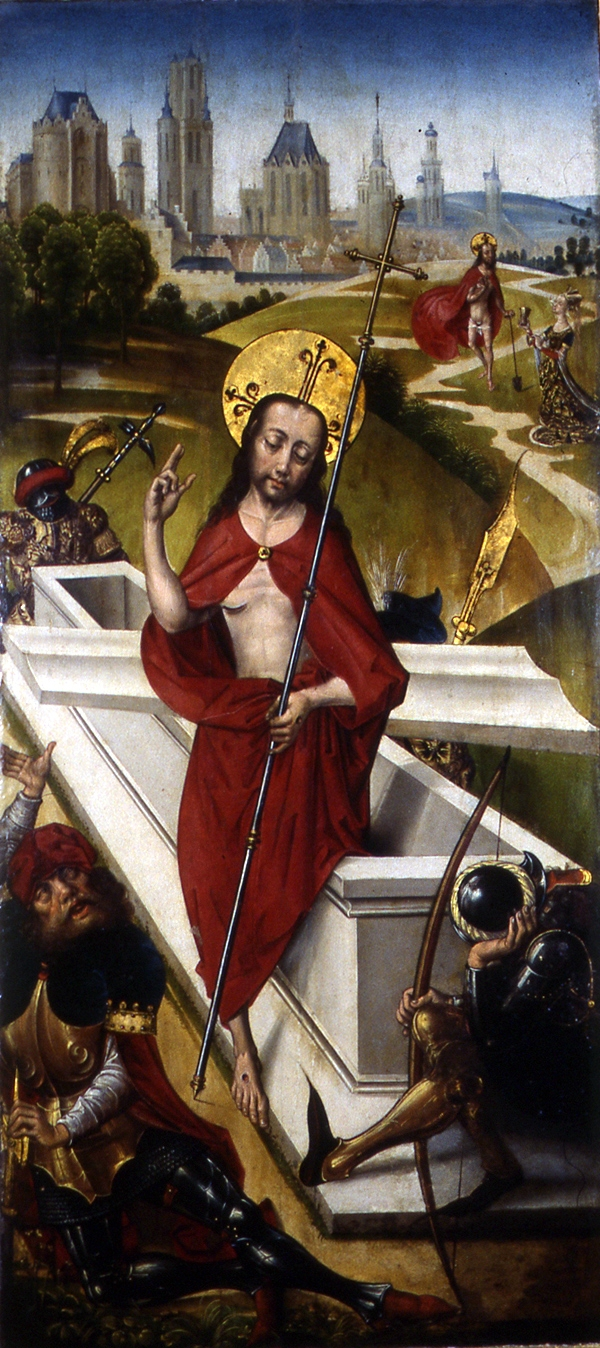
Résurrection de Jésus

Grand Curtius, Liège
- La Vierge et l'Enfant avec Marie Madeleine et une donatrice

Musée Catherijneconvent, Utrecht
- Mariage de Marie, vers 1470

Musée Thyssen-Bornemisza, Madrid
Du Cycle des sept vertus, vers 1470
- Vêtir les nus, n° d'inventaire 261 (1931.2)

Musée de Cluny, Paris
Du même Cycle des sept vertus, vers 1470
- La Délivrance des prisonniers

MOU, musée d’Audenarde et des Ardennes flamandes, Audenarde
- Saint Georges et le dragon

## Littérature
- (de) Max Friedländer, Die Altniederländische Malerei : Pieter Bruegel und Nachträge zu den früheren Bänden, vol. XIV. (Schlussband), Leiden, 1937
- (de) Max Friedländer, « Der Meister von Sainte Gudule », Annuaire des Musées royaux des beaux-arts de Belgique, vol. 2,‎ 1939, p. 23-31 (lire en ligne)
- (en) « Master of the View of Ste Gudule », Oxford Grove Art. Accès restreint
- Jacques Foucart, « Maître de la vue de Sainte-Gudule (actif entre 1470 et 1490) », Encyclopædia Universalis [en ligne] (consulté le 24 décembre 2014). Accès restreint